# Phi1 Ceti
Pour les articles homonymes, voir Phi Ceti.
Désignations
Phi1 Ceti (φ1 Ceti / φ1 Cet) est une étoile géante de la constellation équatoriale de la Baleine. Elle est visible à l'œil nu et sa magnitude apparente est de 4,75.

## Environnement stellaire
L'étoile présente une parallaxe annuelle de 13,96 ± 0,24 mas telle que mesurée par le satellite Hipparcos, ce qui permet d'en déduire qu'elle est distante de 234 ± 4 a.l. (∼ 71,7 pc) de la Terre.
L'étude du mouvement de Phi1 Ceti dans l'espace indique qu'elle est un membre probable du groupe mouvant proposé de Wolf 630 (en). Il s'agit d'un groupe d'étoiles, centré sur Wolf 630, qui se déplacent presque en parallèle et dont l'âge est estimé à 2,7 ± 0,5 milliards d'années. Elles pourraient avoir appartenu à un amas ouvert désormais dissous.

## Propriétés
Phi1 Ceti est une étoile géante rouge de type spectral K0 III, âgée d'environ 2,2 milliards d'années. Elle est membre du red clump, un type d'étoiles situées à l'extrémité rouge de la branche horizontale qui génèrent leur énergie par la fusion de l'hélium dans leur noyau. La magnitude de l'étoile est suspectée d'être variable ; elle a été mesurée varier entre 4,75 et 4,78.
Phi1 Ceti est 1,6 fois plus massive que le Soleil et son rayon s'est étendu jusqu'à devenir 11 fois plus grand que le rayon solaire. L'étoile est 54 fois plus lumineuse que le Soleil et sa température de surface est de 4 775 K.